# Ассоциация игроков Национальной хоккейной лиги
Ассоциация игроков НХЛ (англ. The National Hockey League Players' Association (NHLPA)) — это профсоюз, членами которого являются игроки НХЛ и чьи интересы он представляет в Национальной хоккейной лиге. Ассоциация была создана в июне 1967 года. Первым президентом стал Боб Пулфорд, а Алан Иглсон — её руководителем. Штаб-квартира располагается в Торонто.
Первая попытка создать Ассоциацию была сделана в 1957 году, её президентом стал игрок «Детройт Ред Уингз» Тед Линдсей. Подав в суд на лигу, Ассоциация смогла заключить выгодное внесудебное соглашение о распределении телевизионных доходов, однако в том же году прекратила существование.
В 1971 году Ассоциация хоккеистов НХЛ учредила награду, которая ежегодно вручается лучшему игроку по мнению самих хоккеистов. Первоначально приз носил название «Лестер Пирсон Эворд» в честь Лестера Пирсона, бывшего премьер-министра Канады. Сейчас он называется «Тед Линдсей Эворд» в честь Линдсея.
После локаута, который сократил сезон 1994-95 до 48 матчей, NHLPA в 1995 году подписала коллективное соглашение об условиях труда. Оно должно было первоначально длиться в течение шести сезонов с возможным пересмотром в 1998 году, но было в конечном счете продлено до 15 сентября 2004 года.
О новых условиях договора НХЛ и НХЛПА договориться не смогли, вследствие чего сезон 2004/2005 был полностью отменён. НХЛ настаивала на введении жесткого потолка зарплат, на что профсоюз хоккеистов отвечал категоричным отказом. Через два месяца после начала «локаута» профсоюз начал выплату «пособий по безработице» своим членам — $10 000 в месяц. Эти деньги хоккеисты откладывали сами в специальный фонд профсоюза на протяжении нескольких последних лет. Соглашение было подписано в 2005 году сроком до 2012 года. В январе 2013 года, после 119-дневного локаута стороны подписали новое соглашение сроком на 10 лет с возможностью его досрочного расторжения через 8. 10 июля 2020 года коллективное соглашение было продлено до сезона 2025/26.